# Bakó Géza (újságíró)
Bakó Géza (Türkös, 1924. szeptember 25. – 1983.) magyar újságíró, szakíró.

## Életútja
Középiskoláit Brassóban végezte. Előbb a bukaresti rádiónál dolgozott (1951–54), majd a brassói Új Idő ipari rovatát szerkesztette (1963–67), 1967-től tisztviselő. Az Előre, Brassói Lapok, Astra, Volkszeitung, Karpaten Rundschau közölte írásait. Régészeti, történeti és paleoetnográfiai értekezései, szaktanulmányai román nyelven 1957-től a Studii și Cercetări de Istorie veche și Arheologie, Studii și Articole de Istorie, magyarul a Korunk és a budapesti Archaeologiai Értesítő hasábjain jelentek meg. Munkatársa volt a Bibliotheca Historica Romaniae XVI. kötetének (1975).